# Културен комплекс Леднице-Валтице
Парковият комплекс Леднице-Валтице (чешки:Lednicko-valtický areál, на английски: Lednice-Valtice Cultural Landscape) e природно-културен комплекс, разположен върху площ от 283,09 km² в Чехия, Южноморавски край между градовете Брецлав и Микулов.
Парковият комплекс е регистриран монумент от списъка на Световното наследство на UNESCO и се намира до друг защитен район – биосферния резерват Палава. Това са най-близко разположените един до друг обекти на UNESCO в света.

## История и устройство
През 1249 г. замъкът Леднице е придобит от Дом Лихтенщайн и остава тяхна собственост и предпочитана резиденция до 1939. През този период районът около замъка и около градчето Валтице е пищно благоустроен и е наричан „Градината на Европа“. След 1715 двете селища са свързни с т.нар. Авеню Безруч и са образувани няколко езера, а пространството между тях и река Дия е залесено с борова гора.
Лихтенщайните не подкрепят нацистите и през 1939, след Анексирането на Судетската област Леднице-Валтице е конфискуван, а благородната фамилия е прогонена във Вадуц. След Втората световна война чехословашкото комунистическо правителство отказва да върне имението на Лихтенщайните и го запазва като държавна собственост. Дори след Нежната революция опитите на фамилията да се върне в Леднице са безуспешни, като получават отказ и от демократичното правителство. 
Освен замъците, на територията на имението има още няколко пръснати сгради и павилиони, често използвани като ловни хижи:
- Колонада Райсна (German: Reistna)
 – глориета на хълма над Валтице, строена между 1810 и 1820 г.
- Лятна къща Белведере
- Ловна среща (Храм на Диана)
 – ловен павилион, построен след 1810.
- Параклис на Свети Хуберт (Kaple svatého Huberta)
 – разположена в борова гора неоготическа колонада, посветена през 1850 закрилника на ловците.
- Граничния дом (Hraniční zámeček)
 – построена след 1820 сграда на старата граница между Долна Австрия и Моравия.
- Храмът на Трите Грации (Tři Grácie)
 – полукръгла галерия със статуи на Музите и Харитите – 1820
- Езерния дом (Rybniční zámeček)
- Нови двор (German: Neuhof, Nový dvůr) – ферма от 1809, използявана за овцевъдство, днес конезавод.
- Аполонов храм (Apollónův chrám)
 – крайезерна ловна хижа.
- Ловен дом (Lovecký zámeček)
 – 1806.
- Йоаново градище (Janův hrad, Janohrad) – изкуствено създадени руини от 1810.
- Минарето – 62-метрова обсерватория в мавритански стил от 1804, позволяваща оглед на целия комплекс до Карпатите при добро време.
- Обелиск – мемориал, издигнат по повод Договора от Кампо Формио, 1798.
- Езичницата – ловна хижа в стил Ампир от 1812, днес част от градския музей на Брецлав. Нози името си от близките археологически находки от времето на Великоморавия.
- Въжетатана чешки: Lány
 – ловна хижа в стил Ампир.

## Съхранение
Паркът и консерваторията са включени през 1998 в световната програма за монументите поради влошаващото им се материално състояние  с подкрепата на American Express.

## Фотогалерия
- Колонадата над Валтице
- Консерваторията
- Интериор на зимната градина
- Градината на двореца в Леднице
- Дворецът Валтице
- Граничния дом
- Йоаново градище
- Ловен павилион